# Therese Huber

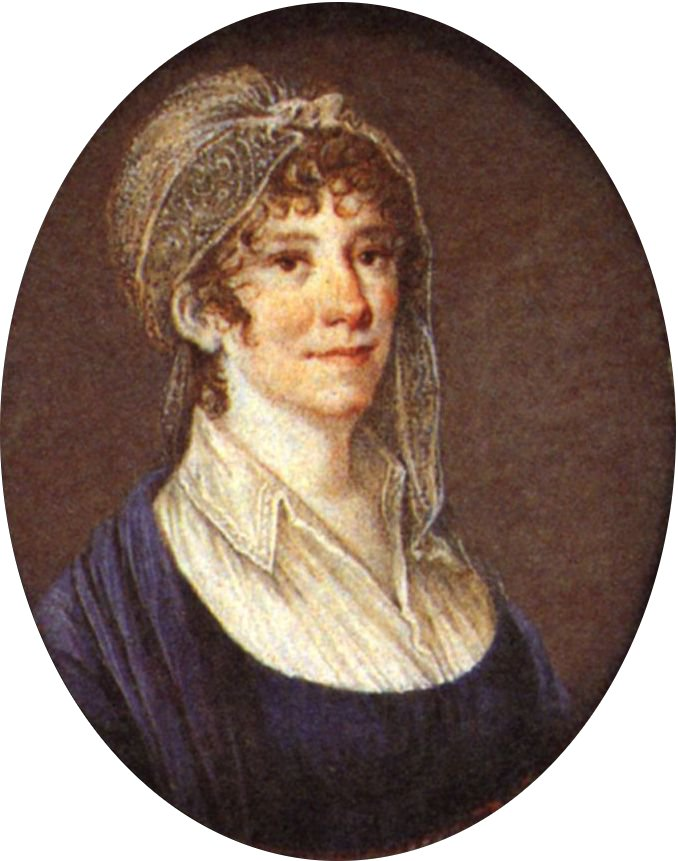
Therese Huber-Heyne

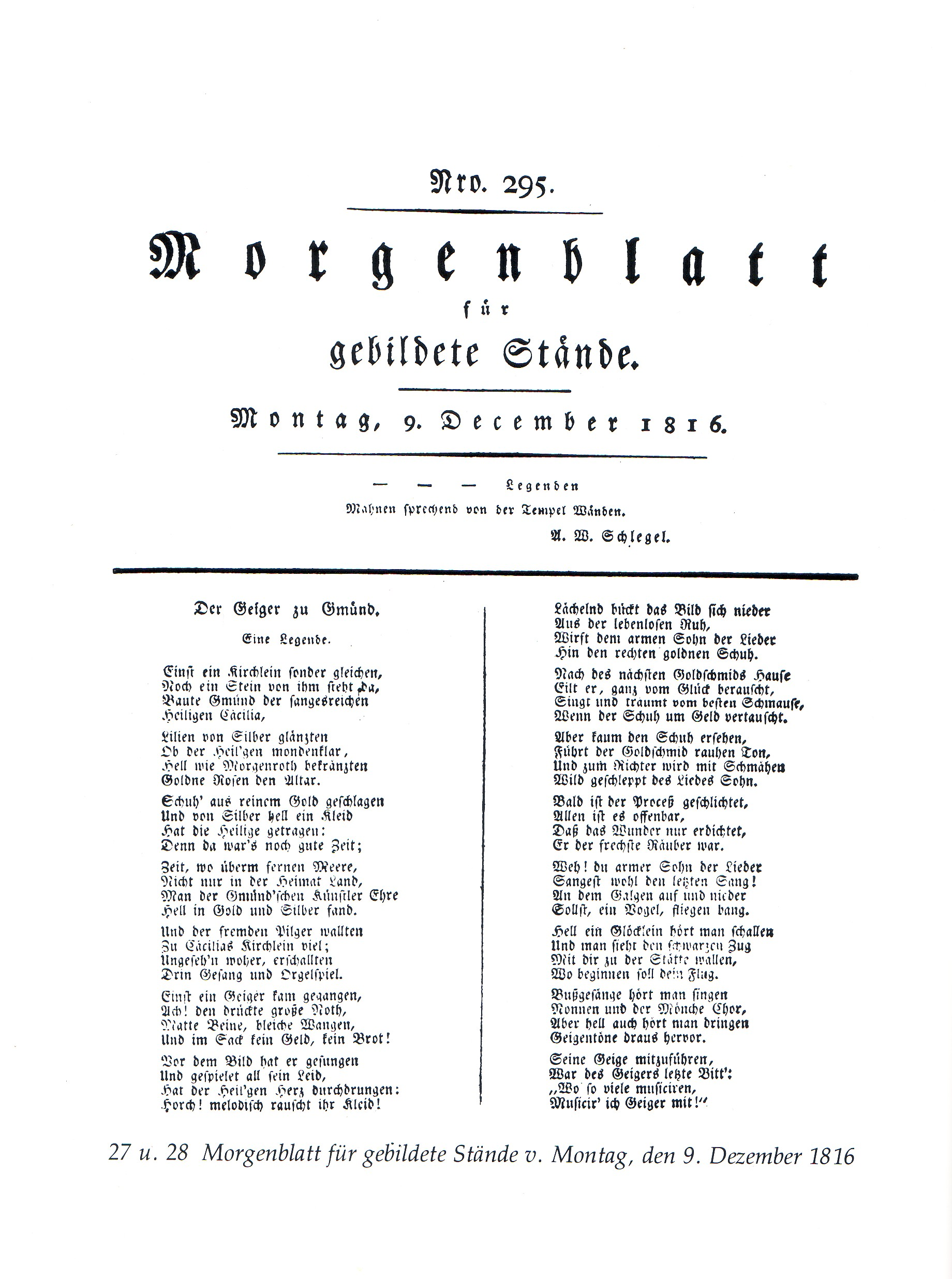
Voor het Morgenblatt was zij journaliste

Therese Huber genoemd naar haar tweede echtgenoot, of Therese Forster genoemd naar haar eerste man, of geboren Marie Therese Heyne (Göttingen, 7 mei 1764 – Augsburg, 15 juni 1829) was een Duitse auteur en journaliste. Zij stond bekend als een van de professorendochters of Universitätsmamsellen van de Georg-August-universiteit van Göttingen.

## Levensloop
Heyne was de oudste dochter van Christian Gottlob Heyne (1729-1812), een hoogleraar in de klassieke filologie en een van de meest invloedrijke professoren sinds de oprichting van de universiteit van Göttingen in 1737. Door haar vader had ze toegang tot de universiteitsbibliotheek die hij beheerde, wat haar in staat stelde om zich literair te ontwikkelen. Na het overlijden van haar moeder, Therese Weiss, in 1776 verbleef ze in een Franse kostschool in Hannover.
In 1779 ontmoette ze Georg Forster, een antropoloog die in Göttingen werkte en bij professor Lichtenberg verbleef. Ze verloofden zich in 1784 en trouwden op 4 september 1785. Het echtpaar woonde in Vilnius, in het grootvorstendom Litouwen, waar Forster hoogleraar was. Hun dochter Therese werd er geboren (1786). Heyne schreef aan haar vriendin Caroline Schelling dat haar huwelijk ongelukkig was.
In 1787 verhuisde het echtpaar naar Göttingen en in 1788 naar Mainz, de hoofdstad van het keurvorstendom Mainz. De drie volgende kinderen werden er geboren: Clara later Claire genoemd (1789), Luise (1791) en Georg (1792). In 1792 trokken Franse revolutionaire troepen Mainz binnen onder leiding van generaal Custine. Omdat Forster lid was van een Jakobijnenclub, steunde hij het Franse bestuur in de republiek Mainz. Ondertussen begon Heyne een relatie met Ludwig Ferdinand Huber, die ook in Mainz verbleef. In hetzelfde jaar verliet Heyne haar man en vluchtte ze met haar kinderen naar Straatsburg. Ze scheidden niet. Na het overlijden van haar man in 1794 hertrouwde ze met Huber op 10 april 1794.
Het echtpaar woonde van 1794 tot 1798 in Bôle, een stad in het door Pruisen geregeerde kanton Neuchâtel in Zwitserland. In Bôle werden de eerste drie kinderen uit het huwelijk met Huber geboren. Het gezin had het financieel moeilijk omdat ze hun bezittingen in Mainz waren kwijtgeraakt en Huber zijn diplomatieke post had opgegeven. Heyne legde zich toe op vertaalwerk, soms anoniem of onder de naam van haar man Ludwig Ferdinand Huber, tot 1819.
Johann Friedrich Cotta, een uitgever, bood haar man een baan aan als journalist in Tübingen. Toen de krant verboden werd, werd de krant al snel heropgericht als de Allgemeine Zeitung in Stuttgart, waar Huber hoofdredacteur werd. Het gezin verhuisde daarom naar Stuttgart van 1798 tot 1804. Nog twee kinderen werden geboren in 1798 en 1800. De Allgemeine Zeitung werd opnieuw verboden. Het gezin verhuisde naar Ulm in 1804. Haar man stierf datzelfde jaar. Heyne raakte opnieuw in financiële problemen. Ze woonde een tijdje bij de schoonfamilie van haar dochter Claire en volgde hen naar Stoffenried in Ellzee in 1805 en naar Günzburg in 1807.
In 1816 keerde Heyne terug naar Stuttgart nadat Cotta haar had aangenomen als journaliste. Ze begon met werken aan een kunstmagazine en werd in 1817 redacteur voor zijn Morgenblatt, waar ze tot 1823 werkte. De relatie met Cotta verslechterde toen hij Adolf Müllner aanstelde als redacteur en hem drie keer zo veel betaalde als Heyne. In 1823 werd Heyne uitgesloten van de redactieraad zonder dat ze werd ontslagen. Ze verbleef niet langer in Stuttgart, maar in Augsburg. Als gevolg daarvan betaalde Cotta nog drie jaar haar salaris als journaliste. Heyne schreef ondertussen boeken en deed vertaalwerk, waaronder de memoires van Félicité gravin de Genlis (1746-1830). Heyne stierf in 1829 in Augsburg, bij de familie van haar dochter Claire, in een toestand van blindheid.

## Kinderen
Heyne had in totaal tien kinderen, vier met haar eerste man Forster en zes met haar tweede man Huber. Van de tien kinderen bereikten er slechts vier de volwassen leeftijd. Dit waren Therese Forster (1762-1862), die ongehuwd bleef; Claire Forster (1789-1839), die trouwde met Gottlieb von Greyerz (1778-1855); Luise Huber (1795-1831), die twee keer trouwde; en Victor Aimé Huber (1800-1869).

## Werken
Therese Huber-Heyne schreef meerdere romans, verhalenbundels, reisbeschrijvingen, essays, boekrecensies en krantenartikelen. Ze werkte ook als vertaalster en journaliste in dienst van Cotta. Van haar zijn ongeveer 4.500 brieven bewaard.  
- Bibliothèque nationale de France: cb122185996 (data)
- Gemeinsame Normdatei: 118883712
- International Standard Name Identifier: 0000 0001 0883 3507
- Library of Congress Control Number: nr89015021
- Nationale Bibliotheek van Tsjechië: jo20181016811
- Nationale Bibliotheek van Israël: 987007439722405171
- Nationale Bibliotheek van Polen: a0000002363707
- Nederlandse Thesaurus van Auteursnamen: 070498563
- LIBRIS: 377187
- Système universitaire de documentation: 031039715
- Trove: 1052327
- Virtual International Authority File: 29584708
- WorldCat: E39PBJgxr6F8WKTBpMFTDMkCcP